# Phyllorchis andersonii
Phyllorchis andersonii là một loài thực vật có hoa trong họ Lan. Loài này được (H. Kurz) Kuntze miêu tả khoa học đầu tiên năm 1891.